# Welcome Back (émission de télévision)
Pour l’article homonyme, voir Welcome Back.
 (mars 2022).
Si vous disposez d'ouvrages ou d'articles de référence ou si vous connaissez des sites web de qualité traitant du thème abordé ici, merci de compléter l'article en donnant les références utiles à sa vérifiabilité et en les liant à la section « Notes et références ».
Welcome Back est une émission de télévision française animée par Camille Combal diffusée depuis le 18 mars 2022 en première partie de soirée sur TF1.

## Principe
Le maître du jeu propose à deux équipes constituées de personnalités de remonter le temps et de tester leurs connaissance sur une période précise (en l'occurrence 1993 pour la première émission). Les invités, relookés à la mode de l'époque, jouent au travers de quiz, de blind tests et de happenings,,.

### Identité visuelle
- Si vous ne connaissez pas le sujet, laissez ce bandeau (vous pouvez alors contacter les auteurs).
- Si vous supprimez le contenu mis en cause (vous pouvez préalablement contacter les auteurs),

argumentez précisément cette suppression dans la page de discussion
(un manque de référence n'est pas un argument ; une recherche réelle de référence doit avoir été effectuée, être formellement documentée).
Pour le premier volet, l'émission ressort les anciens habillages de la chaîne, notamment l'ancien logo ou encore les bande-annonces des programmes des prochains jours en version années 1990. Également, lors des coupures publicitaires, ce sont les jingles de ces années qui sont diffusés.
Pour le second numéro qui retrace l'année 2000, la chaîne a recréé spécialement l'ancien habillage pour les bande-annonces. Également, lors des coupures publicitaires, ce sont les jingles et l'habillage utilisés de 1999 à 2006 qui sont diffusés.

## Invités
Émission 1 : Redouane Bougheraba, Michaël Gregorio, Michèle Laroque, Jean-Luc Lemoine, Nolwenn Leroy et Barbara Schulz
Émission 2 : Frédérique Bel, Denis Brogniart, Gérémy Crédeville, Noom Diawara, Élodie Fontan et Riadh

## Audiences et diffusion
| Épisode  | Date de diffusion | Nombre de téléspectateurs | Part de marché  | Part de marché | Classement des audiences | Réf.   |
| Épisode  | Date de diffusion | Nombre de téléspectateurs | (4 ans et plus) | (FRDA-50)      | Classement des audiences | Réf.   |
| -------- | ----------------- | ------------------------- | --------------- | -------------- | ------------------------ | ------ |
| 1 (1993) | 18 mars 2022      | 2 840 000                 | 14,6 %          | 32 %           | 2e                       | [ 9 ]  |
| 1 (1993) | 18 mars 2022      | 2 270 000                 | 16,5 %          |                | 2e                       | [ 9 ]  |
| 2 (2000) | 25 mars 2022      | 2 330 000                 | 11,4 %          | 28,2 %         | 3e                       | [ 10 ] |
| 2 (2000) | 25 mars 2022      | 1 910 000                 | 13,9 %          | 28,2 %         | 3e                       | [ 10 ] |